# Heterophallus
Heterophallus es un género de peces actinopeterigios de agua dulce, distribuidos por ríos del sur de México.

## Especies
Existen dos especies reconocidas en este género de taxonomía discutida:
- Heterophallus milleri Radda, 1987
- Heterophallus rachovii Regan, 1914